# Ana Šomlo
Ana Šomlo (în sârbă Ана Шомло; n. 1935, Negotin, Districtul Bor, Serbia – d. 9 iulie 2024) a fost o scriitoare și jurnalistă sârbă de origine evreiască, care locuiește în orașul Netanya din Israel. Ana Šomlo scrie proză scurtă și romane. Este, de asemenea, o importantă traducătoare sârbă din limba ebraică.

## Biografie
Ana Šomlo s-a născut în anul 1935 în Negotin (tatăl ei se numea Miroslav, iar mama Budimka, născută Smederevaț). Și-a petrecut copilăria timpurie în Negotin. Tatăl ei a fost internat de două ori, în 1941 și 1942, într-un lagăr din apropiere de Zaicear. Ana a locuit până în 1943, împreună cu sora ei, la rudele din Vârșeț, după care a revenit la Negotin. Din cauza măsurilor antisemite ale autorităților germane, a fugit împreună cu tatăl și cu sora ei la Malainița, apoi în Munții Homoljske, unde s-au ascuns până la sfârșitul războiului. După război, familia ei a părăsit Negotinul și s-a mutat la Vârșeț. Din 1946 până în 1948 a trăit la Panciova, unde tatăl ei a proiectat podul care face legătura între Belgrad și Panciova. După finalizarea lucrărilor la pod, familia s-a mutat la Novi Sad.
A absolvit studii de filologie și literatură orientală la Universitatea din Belgrad. După ce a primit o bursă JOINT s-a înscris în 1957 la studii postuniversitare la Ierusalim, unde a rămas timp de doi ani pentru îmbunătățirea cunoștințelor de ebraică și arabă. În timpul șederi în  Israel, a început să trimită corespondențe politice și după ce s-a întors la Belgrad a fost angajată la revista Duga. S-a transferat în 1960 ca reporter la nou-înființata televiziune din Belgrad. Pe lângă activitatea la televiziune, a scris, a tradus și a predat cursuri de limba ebraică. A redactat revistele ТВ - Ревију și РТВ - Теорија и пракса.
Ana Šomlo a lucrat o mare parte a vieții sale profesionale ca jurnalist la Televiziunea din Belgrad. Ea a avut ocazia să întâlnească multe personalități importante din diferite domenii și a publicat cartea Бити и опстати на телевизији - constând din interviuri cu personalități importante și populare luate pentru Televiziunea din fosta Iugoslavie, printre care Radivoje Lola Djukic, Dusanka Kalanj, Mico Orlovic, Ivan Hetriho, Sanda Langerholț, Zdravko Șotra, Angela Miladinov ...

## Opera

### Romane
- Леа Штрасер (Независна издања Слободана Машића, Belgrad, (1980)
- Гласови дијаспоре (Књижевне новине, Belgrad, 1985)
- Миленина писма Кафки (Књижевна заједница Новог Сада, 1988)
- Као… (Спектар, Zagreb, 1983, Просвета, Belgrad, 1990)
- Хазари или обнова византијског романа, convorbiri cu Milorad Pavić (БИГЗ, Belgrad, 1990)
- Била сам твоје море: преписка Франца Кафке и Милене Јесенске, (Пешић и синови, Belgrad, 2005)
- Жути пркос („Инђић”, Belgrad, 2006)

### Volume de povestiri
- Поново у Јерусалиму (Босанска књига, Sarajevo, 1997 și Просвета, Belgrad, 2006)
- Идуће године у Јерусалиму (Мирослав, Belgrad, 2000)

### Traduceri din limba ebraică
- Aharon Appelfeld, Badenheim 1939 (Dečje novine, Belgrad, 1989)
- Antologie de povestiri din Israel (Багдала, Crușevaț, 1995)
- Antologie de poezie și proză israeliană (Zidne novine, Sarajevo, 1995)
- Șimon Peres, Ново Постање (БМГ, Belgrad, 1999)
- Lili Halpert Zamir, Danilo Kiš: o odisee întunecată (Атенеум, Belgrad, 2000)
- Șulamit Lapid, Накит (Clio, Belgrad, 2004)
- David Grossman, Лављи мед – Мит о Самсону (Геопоетика, Belgrad, 2006)
- Israel Gutman, Haima Shacker, Holocaustul și semnificația lui (Завод за уџбенике, Службени гласник, Belgrad, 2010) - împreună cu Ella Krstic
- Puterea vorbelor și alte povești israeliene (Casa Poeziei, Banja Luka, 2014)
- Antologie de poezie modernă israeliană (Casa Poeziei, Banja Luka, 2015)

### Alte publicații
- cartea de interviuri Бити и опстати на телевизији (Radio-tv Serbiei, Belgrad, 2004)
- Мој свет књига: дневник читања (Пешић și fiii, Belgrad, 2008)

### Dicționare și manuale
- Хебрејско–српскохрватски и српскохрватско–хебрејски речник (Удружење југословенских Јевреја у Израелу, Tel Aviv, 1993)
- Учите сами хебрејски (Издање аутора, Netania, 1996)
- Хебрејско–српски речник, Јасен, (Belgrad, 2007)

## Premii și distincții
- premiul „BUKI FINCI” pentru cartea Миленина писма Кафки (1990)
- diploma organizației „Prietenii copiilor din Serbia” pentru romanul Као... (1990)
- premiul Ministerului Israelian al Imigrației pentru volumul de proză Поново у Јерусалиму (1996)
- premiul „Kalat haor” (Laureatul luminii) pentru activitatea îndelungată de promovare a literaturii israeliene în lume (2005)
- premiul „pentru traducere și cooperare internațională”, acordat de Casa Poeziei din Banja Luka și Asociația Scriitorilor Sârbi (2015)
- premiul „pentru contribuția remarcabilă și consolidarea relațiilor dintre Israel și Serbia”, acordat de Ministerul Afacerilor Externe al Israelului, Asociația de cooperare economică sârbo-israeliană și grupul de prietenie parlamentară sârbo-israeliană (2016)

## Legături externe
- http://elmundosefarad.wikidot.com/ana-somlo-bio-bibliografija
- http://www.mansarda.rs/ana%C5%A1omlo-biografija Arhivat în 21 martie 2017, la Wayback Machine.
- http://www.makabijada.com/ana_somlo.htm
- https://listzaradoznale.wixsite.com/lamed/ana-somlo